# Cirrhimuraena yuanding
Cirrhimuraena yuanding is een straalvinnige vissensoort uit de familie van slangalen (Ophichthidae). De wetenschappelijke naam van de soort is voor het eerst geldig gepubliceerd in 2003 door Tang & Zhang.